# Phản proton
Phản Proton là hạt có khối lượng bằng khối lượng proton nhưng mang điện tích âm
Phản Proton sinh ra do một proton năng lượng cao đi qua một hạt nhân và sinh thêm cặp proton - phản proton.
Sau phản ứng ta có 2 proton và một phản proton.